# 정혜사 목불상
정혜사목불상은 대한민국 충청남도 청양군 장평면 화산리, 정혜사에 있는 목불이다. 1993년 12월 24일 청양군의 향토유적 제6호로 지정되었다.

## 개요
정혜사 중암에 봉안되어 있는 조선 후기 목불상이다.